# Cercle Bredenc
El Cercle Bredenc és una obra de Breda (Selva) protegida com a Bé Cultural d'Interès Local.

## Descripció
Edificiació de planta baixa i pis amb coberta inclinada a dues aigües de teula àrab i el carener paral·lel a la façana principal. El gruix del mur de lea planta baixa denota que es tracta d'una estructura antiga que ha estat profundament modificada, perdent el seu caràcter original. És probable que es tractés de dues parcel·les independents que es van ajuntar. A la planta pis hi ha una gran balconada correguda amb una peculiar barana amb decoració vegetal de caràcter geomètric.

## Història
Aquest local l'any 1899, funcionava com a cafè i rebia el nom de can Cuera. S'hi allotjaven diferents societats i una d'ulleres era "La Unión Bredense, anomenada l'any 1930 "Centre Popular". Era un lloc de reunió dels simpatitzants de les tendències polítiques d'esquerres, contràriament als que es reunien a l'antic casino. L'any 1933 tornà a canviar de nom, passant a dir-se "Centre Popular Republicà Federal de Breda". Aquest nom es mantingué fins l'arribada de les tropes de l'exercit nacional. A partir d'aquest moment el local fou habilitat com a prefectura local del "Movimiento Nacional" fins que l'any 1942 la societat "Ateneo Cultural Bredense", que tenia la seva seu a l'antic casino, s'hi va traslladar. L'any 1946 passà a anomenar-se "Circulo Bredense", nom que ha mantingut fins a l'actualitat.